# Бююкчекмедже
Бююкчекмедже (тур. Büyükçekmece) — район провінції Стамбул, Туреччина. 
Розташований у фракійській частині міста, на березі Мармурового моря. 
В основному є промислові території.

## Історія
Територія, де зараз розташований район, багаторазово заселялася, залишалася і заселялася знову з найдавніших часів, залежно від просування різних армій до Босфору. 
Імовірно, на цьому місці була грецька колонія Афіра. 
Бююкчекмедже розташований навколо бухти Мармурового моря, і османський інженер Сінан побудував міст через протоку, що відокремлює цю затоку від Мармурового моря. 
У Бююкчекмеджі є також руїни караван-сарая, що підтверджує значення території як зупинки на шляху до Європи. 
Після утворення Османської імперії і завоювання Константинополя Бююкчекмедже був заселений, і тут зростав ліс. 
Поступово тут почали селитися турки, що мігрували з Кавказу та Балкан.
Ще 1920-ті роки, відразу після встановлення Турецької Республіки, тут була сільська місцевість, з одноповерховою забудовою та сільськогосподарськими землями. 
Уздовж моря в невеликій кількості розташовувалися дачі мешканців Стамбула. 
Бююкчекмедже через піщані пляжі та довгу берегову лінію був популярним місцем відпочинку городян аж до 1970-х років.

## Сучасність
Зараз муніципалітет Бююкчекмедже складається із забудови узбережжя Мармурового моря, а також великої території у глибині материка, частина якої все ще включає землі сільськогосподарського призначення.
Бююкчекмедже все ще слугує місцем відпочинку мешканців Стамбула, які приїжджають сюди на пікнік. 
Однак після індустріалізації Бююкчекмедже втратив популярність як місце тривалішого відпочинку, і городяни проводять свою відпустку в більш віддалених районах Стамбула. 
Бююкчекмедже зараз переважно забудований багатоквартирними будинками, населення яких становлять мігранти з Анатолії. 
І затока, і все Мармурове море дуже забруднені. 
Частина бухти зараз відокремлена від Мармурового моря дамбою і є озером, але побудований Сінаном міст зберігся.

## Міста-побратими
- Гельзенкірхен, Німеччина (з 2004)
- Крань, Словенія (з 2014)
- Струга, Північна Македонія (з 2015)
- Горішня Оряховиця, Болгарія (з 2003)
- Мамуша, Косово (з 2008)
- Нова Пропонтида, Греція (з 2008)
- Чхонан, Південна Корея (з 2013)
- Долина, Україна (з 2022)
- Угорщина Обуда-Бекешмедьєр, (з 2022)
- Трікомо, Північний Кіпр (з 2003)
- Кифрея, Північний Кіпр (з 2003)
- Гюзельюрт, Північний Кіпр (з 2003)
- Лапітос, Північний Кіпр (з 2003)